# Jim Reed (Rennfahrer)

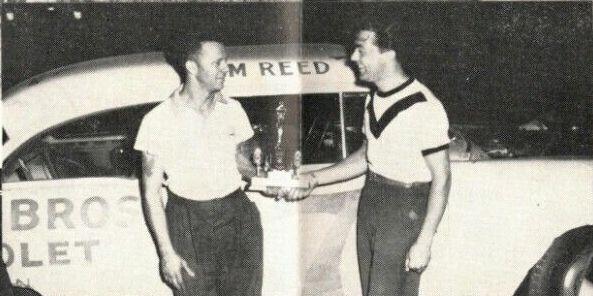
Jim Reed (links) 1955

Jim Reed (* 21. Februar 1926; † 29. Juni 2019) war ein US-amerikanischer NASCAR-Rennfahrer.

## Karriere
Reed begann nach dem Zweiten Weltkrieg im Motorsport aktiv zu sein und kam so 1949 in die Grand National Division. Er fuhr bis 1963 in dieser und konnte sich insgesamt 7 Siege und 5 Pole-Positions sichern und konnte 47 Rennen innerhalb der Top 10 beenden.
Daneben trat Reed in 9 weiteren Nascar- und Stockcar-Serien an. Er war unter anderem von 1953 bis 1957 fünffacher Meister in Folge der NASCAR Short Track Division, in der er zwischen 1951 und 1959 über 50 Rennen gewinnen konnte. In der NASCAR Eastern Late Model Division gelangen ihm 1960 und 1961 ebenfalls 2 Titel in Folge. In der ARCA Menards Series West, die er insgesamt 5 Jahre lang bestritt, gelangen ihm 1956 und 1957 insgesamt 11 Siege.
Nach einem Unfall mit seinem Ford, bei dem er sich einen Wirbel brach, musste er seine Fahrerkarriere jedoch beenden.

## Nach Karriereende
Nach seinem Karriereende gründete Reed ein Autohaus. Er starb im Alter von 93 Jahren an einem Herzinfarkt.